# محمود محفوظ
الدكتور محمود محمد محفوظ (أسيوط 1923 ، 29 مارس 2008) هو أستاذ للعلاج الإشعاعي والطب النووي بكلية طب قصر العيني شغل منصب وزير الصحة في عهد الرئيس أنور السادات، وكان عضوًا بمجلس الشورى.

## المولد والنشأة
ولد محمد محمد محفوظ في أسيوط سنة 1923 في أسرة كبيرة تتكون من ثمانية أبناء ذكور (هم محمود ومحمد وإبراهيم وأحمد ومصطفى ورشوان وعمر) وعشر بنات (هن امتثال واستقلال وحكمت وزينب واعتدال وشاه وفاطمة وآمنة وإقبال ولبيبة). توفيت أمه بعد عام ونصف من ولادته. التحق بروضة الأطفال بمدرسة أجنبية بحلوان تدعى "مدرسة الأب المقدس"، غير أن أباه آثر أن يلحقه بالكُتاب ليطمئن على مواظبته على الصلاة، فظل بالكتاب سنة أخرى ثم انتقل إلى المدرسة الابتدائية بحلوان، ثم إلى المدرسة الابتدائية بأسيوط سنة 1934، ثم المدرسة الثانوية بحلوان سنة 1939، ثم مدرسة الإبراهيمية الثانوية بالقاهرة.

## عمله بالطب
التحق محمود محفوظ بكلية طب جامعة فؤاد الأول، ثم سافر إلى إنجلترا للحصول على زمالة الكلية الملكية لأطباء الأشعة بلندن عام 1956، حيث لم يكن في مصر آنذاك دكتوراه في مجال العلاج بالأشعة، وهو مجال كان حديث النشأة في مصر آنذاك. في سنة 1979 أنشأ محفوظ مركز قصر العيني لعلاج الأورام والطب النووي.

## العمل السياسي
بدأ محفوظ العمل السياسي منذ كان طالبًا بمدرسة حلوان الثانوية، وكان من زملائه بالمدرسة جمال عبد الناصر، الذي قضى بالمدرسة عامًا واحدًا طالبًا بالقسم الداخلي، واشترك في المظاهرات الطلابية المطالبة بالاستقلال.
تولى محفوظ وزارة الصحة في 17 يناير 1972، وكان وزير الصحة أثناء حرب أكتوبر، وظل في منصبه حتى عام 1974.

## الجوائز والتكريم
- وسام الجمهورية من الطبقة الأولى (1974)
- حصل على جائزة الدولة التقديرية عدة مرات، كان آخرها عام 2003.[1]

## أسرته
تزوج محمود محفوظ من ابنة رئيس وزراء مصر قبل الثورة أحمد نجيب الهلالي باشا.